# Tour de France 2019/7. Etappe
Die 7. Etappe der Tour de France 2019 fand am 12. Juli 2019 statt. Die 230 Kilometer lange Flachetappe führte von Belfort nach Chalon-sur-Saône. Es war die längste Etappe dieser Tour. Der Etappenstart war um 11:20 Uhr an der Markthalle Marché Fréry in Belfort, der scharfe Start erfolgte um 11:39 Uhr bei Banvillars.

## Rennverlauf
Direkt nach dem scharfen Start bildete sich eine zweiköpfige Spitzengruppe aus Yoann Offredo und Stéphane Rossetto. Das Duo legte über 200 Kilometer zurück, ehe sie etwa 10 Kilometer vor dem Ziel wieder eingeholt wurden. Bis auf einen schweren Sturz von Tejay van Garderen und einen Sturz von Nicolas Roche war die Etappe ereignisarm – beide Fahrer erreichten das Etappenziel.
Der Etappensieg wurde durch einen Massensprint im Fotofinish entschieden. Dylan Groenewegen wurde Etappensieger, der einige Zentimeter vor Caleb Ewan die Ziellinie überquerte. Peter Sagan belegte Platz 3, während Elia Viviani, der von seinen Teamkollegen in einer sehr guten Ausgangsposition gebracht wurde, lediglich den 6. Platz belegte. Sonny Colbrelli und Jasper Philipsen erreichten vor Viviani die Ziellinie. Offredo wurde zum kämpferischsten Fahrer der Etappe gekürt.

## Zeitbonus
| Zeitbonus am Etappenziel | Zeitbonus am Etappenziel |
| Fahrer                   | Zeitbonus                |
| ------------------------ | ------------------------ |
| Dylan Groenewegen (TJV)  | 10 Sekunden              |
| Caleb Ewan (LTS)         | 6 Sekunden               |
| Peter Sagan (BOH)        | 4 Sekunden               |